# Юліус Ютнер
Юліус Ютнер (нім. Julius Jüthner, 25 червня 1866, Прага — 17 грудня 1945, Відень) — австрійський філолог-класик та археолог, професор університетів Фрайбурга (1898—1903), Чернівців (1903—1912) та Інсбрука (1912—1936).

## Життєпис
Юліус Ютнер народився у Празі 25 червня 1866 року в родині Адольфа Ютнера та Марії Горешовської. Його батько був робітником у швейній справі.
З 1884 по 1889 рік він вивчав класичну філологію, археологію та епіграфіку в Німецькому університеті в Празі під керівництвом Отто Келлера, Карла Гольцінгера та Алоїса Рцаха. У 1890 році він отримав диплом викладача латинської та грецької мов у гімназії та прибув до Відня для виконання своєї педагогічної роботи. 12 грудня 1891 року в Празі йому присвоїли докторський ступінь «під заступництвом імператора» («sub auspiciis Imperatoris»)
З 1891 по 1894 рік Юліус Ютнер працював стипендіатом у 1891 та 1892 роках, перш ніж стати асистентом на кафедрі археології Віденського університету, де продовжував поглиблювати свої знання у археолога Отто Бенндорфа та історика античності  Євгена Бормана. Згодом, з 1894 по 1896 рік, він здійснив навчальні поїздки по Італії, Греції та Малій Азії, де встановив контакти з різними дослідниками, а також з Німецьким археологічним інститутом. У 1897 році він брав участь у розкопках в Ефесі від Австрійського археологічного інституту, а також у дослідницькій експедиції до Пісідії. Під час років подорожей у 1897 році Ютнер отримав ступінь бакалавра з класичної філології в Празькому університеті. Потім він працював приватним лектором у тому ж університеті. У 1898 році Юліуса Ютнера призначили професором класичної філології в університеті Фрайбурга (Швейцарія). Того ж року він одружився з Ольгою Ніцше у Відні.
У 1902 році, як і Фріц Кноль, Карл Патш і Генрі Свобода, Юліус Ютнер брав участь в експедиції до Малої Азії (Лікаонія, Ісаврія, Пісідія і Східна Памфілія). У 1903 році його призначили професором Чернівецького університету, а в 1912 році до Інсбруцького університету, де він активно займався викладанням та дослідженнями до виходу на пенсію у 1936 році. Після смерті своєї першої дружини в 1917 році, Юліус Ютнер одружився повторно в 1929 році з Ернестиною Вольф. У 1937 році він переїхав до Відня, де повністю присвятив себе дослідницькій роботі. Він помер 17 грудня 1945 року у віці 79 років.

## Наукові дослідження
Відповідно до своєї наукової філософії, Ютнер поєднував підходи різних наукових дисциплін для роботи над темами своїх досліджень. Перша світова війна вплинула на написання однієї з його головних праць, «Елліни та варвари» (Hellenen und Barbaren), як він зазначає у своїй передмові. Він особливо присвятив себе давнім видам спорту, враховуючи їх літературну та археологічну традицію. Завдяки своїм серйозним дослідженням з історії спорту, його вважають однією з причин, чому німецькомовна історія спорту змогла отримати міжнародне визнання на ранній стадії Він написав майже 50 статей для «Справжньої енциклопедії класичної античності» (Realencyclopädie der classicischen Altertumswissenschaft), включно з великою оглядовою статтею «Гімнастика» (Gymnastik). Він також опублікував численні статті та монографії Він був членом Віденської академії наук, Німецького та Австрійського археологічних інститутів, а також Товариства сприяння німецькій науці, мистецтву та літературі в Богемії.